# Gryon chrysolaum
Gryon chrysolaum är en stekelart som först beskrevs av Walker 1839.  Gryon chrysolaum ingår i släktet Gryon och familjen Scelionidae. Inga underarter finns listade i Catalogue of Life.